# Michael Haussman
Michael Haussman (1964) es un director estadounidense que ha dirigido videos musicales como «Take a Bow» de Madonna (1994) y «Someday (I Will Understand)» de Britney Spears (2005). También ha dirigido 
numerosos vídeos musicales para otros artistas como Jennifer Lopez, Selena Gomez, Justin Timberlake, Mylène Farmer y Shakira y comerciales para Alfa Romeo, Adidas, BMW, Bacardi, Elizabeth Arden, Ferrero, Levi's, Martini, McDonald's, Nestlé, Nissan, Peugeot, Philips, Ray Ban, Revlon, Shell, Suzuki, Volkswagen, Vodafone e y Yves Saint Laurent. Actualmente vive en Roma, Italia.
El primer largometraje que dirigió fue Rhinocerus Hunting in Budapest, que debutó en 1997 en el Festival de Cine de Sundance, y su película más famosa sigue siendo Blind Horizon (2003) con Val Kilmer. También ha sido productor.